# Gerlach (przedsiębiorstwo)
Gerlach S.A. – polskie przedsiębiorstwo, marka i producent zastawy stołowej.
Gerlach produkuje m.in. sztućce, naczynia stołowe, nożyczki. W ofercie firmy znajdują się również garnki, patelnie, porcelana, czy narzędzia ogrodowe. W przeszłości przedsiębiorstwo produkowało również noże do maszyn rolniczych. Od 1886 roku siedziba przedsiębiorstwa znajduje się w Drzewicy. Jest najstarszym przedsiębiorstwem w Polsce, które opiera swoją działalność na trwałych dobrach materialnych.

## Historia
W 1824 roku Samuel Gerlach (ur. 1799 w Łęczycy, zm. 6 września 1839 w Warszawie), rzemieślnik pochodzenia niemieckiego, rozpoczął produkcję noży oraz narzędzi chirurgicznych. Od 1829 roku marka w uznaniu wysokiej jakości wyrobów sygnowana była koroną, która pozostała w logo firmy do czasów współczesnych. Po śmierci Samuela Gerlacha zarząd nad przedsiębiorstwem przejął August Kobylański razem z poślubioną córką Samuela Emilią.
W 1875 roku fabryka wznowiła działalność pod firmą „Samuel Kobylański dawniej S. Gerlach” w Warszawie. Dziesięć lat później bracia Kobylańscy kupili tereny Kuźni Drzewickich. W 1893 roku powstała spółka komandytowa pod firmą „Bracia Kobylańscy Fabryka Wyrobów Stalowych dawniej Gerlach”.
Pomiędzy tym okresem, w 1886 siedziba została przeniesiona do Drzewicy. Niewielka miejscowość, dzięki swoim tradycjom rudniczo-hutniczym umożliwiała łatwiejszą produkcję. Handel żelazem w okolicy miał już miejsce prawdopodobnie już w XVI wieku, lub wcześniej.
W latach dwudziestych XX wieku bracia Kobylańscy przekształcili przedsiębiorstwo w spółkę akcyjną „Kobylańscy Spółka Akcyjna dla Przemysłu i Handlu Wyrobami Stalowymi”. Dyrektorem spółki był Samuel Kobylański, a od 1930 roku Kazimierz Kobylański.
Jesienią 1939 roku po przejściu działań wojennych produkcja została wznowiona. Zakład został zlikwidowany w 1943 roku, pracownicy oraz park maszynowy zostali przeniesieni do Guben w Niemczech. Po 1945 roku maszyny wróciły do Polski, jednak po nacjonalizacji zakład funkcjonował pod zarządem państwowym pod firmą „Fabryka Wyrobów Nożowniczych Gerlach”. W okresie PRL marka Gerlach stała się w Polsce synonimem akcesoriów stołowych. W 1992 roku nastąpiło przekształcenie przedsiębiorstwa w jednoosobową spółkę Skarbu Państwa, a w 1995 roku w spółkę akcyjną.